# Гутманн, Бесси
Бесси Гутманн (англ. Bessie Pease Gutmann, урождённая Bessie Collins Pease; 1876—1960) — американская художница и иллюстратор, известная своими картинами в стиле путто. В начале 1900-х годов она была одним из самых известных иллюстраторов журналов и книг в Соединённых Штатах: её работы были представлены на 22 обложках журналов.

## Биография
Родилась 8 апреля 1876 года в Филадельфии, штат Пенсильвания, в семье Horace Collins Pease и его жены Margaretta Young Pease.
После окончания средней школы она училась в Филадельфийской школе дизайна для женщин. С 1896 по 1898 год посещала  New York School of Art  (ныне Parsons School of Design), а с 1899 по 1901 год обучалась в Лиге студентов-художников Нью-Йорка.
Первоначально Бесси Гутманн работала независимой коммерческой художницей, рисуя портреты и рекламу в газетах. В 1903 году она получила работу в издательской фирме Gutmann & Gutmann, которая специализировалась на репродукциях. Первую детскую книгу она иллюстрировала в 1905 году —  «A Child's Garden of Verses» Роберта Стивенсона. Также иллюстрировала книгу «Приключения Алисы в стране чудес» в 1907 году, создавала открытки и календари. Работы Гутманн были особенно популярны в течение 1920-х годов, интерес к ней снизился до Второй мировой войны, рисовать прекратила в 1947 году из-за проблем со зрением.
Умерла 29 сентября 1960 года в городе Centerport, штат Нью-Йорк. Была похоронена на кладбище Mount Holly Cemetery города Mount Holly, штат Нью-Джерси.
О ней написана книга: Bessie Pease Gutmann: Her Life and Works (1990).

### Семья
В 1906 году Бесси вышла замуж за Хельмута Гутманна (Hellmuth Gutmann, 1867—1948) — одного из братьев Гутманн, которые владели издательской фирмой, где она работала. В семье родились трое детей: Alice, Lucille и John, которые стали образцами для её иллюстраций.